# Vavá
Vavá, Edvaldo Izidio Netto (ur. 12 listopada 1934 w Recife, zm. 19 stycznia 2002 w Rio de Janeiro) – brazylijski piłkarz występujący na pozycji napastnika, uważany za jednego z najlepszych w historii zawodników reprezentacji Brazylii, z którą dwukrotnie zdobywał mistrzostwo świata, w 1958 oraz 1962 roku.

## Kariera klubowa
- 1949–1950: Sport Club do Recife (Brazylia)
- 1951–1958: C.R. Vasco da Gama (Brazylia)
- 1958–1961: Atlético Madryt (Hiszpania)
- 1961–1963: SE Palmeiras (Brazylia)
- 1964–1967: Club América (Meksyk)
- 1967–1968: Toros Neza (Meksyk)
- 1968–1969: San Diego Toros (Stany Zjednoczone)
- 1969: Associação Portuguesa de Desportos (Brazylia)

Swoją karierę klubową Vavá zaczynał w 1949 roku w SC Recife. Do 1958 roku grał w stanowych ligach w Brazylii, głównie w stanie Rio de Janeiro, w zespole CR Vasco da Gama. Od 1958 do 1961 był zawodnikiem klubu hiszpańskiej Primera División Atlético Madryt, z którym w 1960 zdobył Puchar Króla. Później występował jeszcze w Meksyku oraz w Brazylii. Karierę klubową zakończył w 1969 roku.

## Kariera reprezentacyjna
W reprezentacji Brazylii Vavá zadebiutował na olimpiadzie w Helsinkach w 1952 roku. Ogółem rozegrał w drużynie narodowej 20 meczów i zdobył 14 bramek. Dwa razy zdobywał mistrzostwo świata. Na mundialu w Chile w 1962 był współkrólem strzelców (z 4 bramkami). Vavá grał jako napastnik, często pojawiający się znienacka w polu karnym, posiadał instynkt i celny strzał.
Był pierwszym zawodnikiem, który uzyskał bramki w dwóch meczach finałowych mistrzostw świata: 2 w 1958 (w meczu ze Szwecją – 5:2) i 1 w 1962 (w meczu z Czechosłowacją – 3:1). Po nim udało się to tylko 4 zawodnikom: jego rodakowi Pelému (1958 i 1970), Paulowi Breitnerowi z RFN (1974 i 1982), Zinedine’owi Zidane’owi (1998 i 2006) i Kylianowi Mbappe (2018 i 2022).